# His Mother's Boy (film 1917)
His Mother's Boy è un film muto del 1917 diretto da Victor L. Schertzinger sotto la supervisione di Thomas H. Ince. La sceneggiatura di Ella Stuart Carson si basa su Where Life Is Marked Down, un racconto di Rupert Hughes pubblicato su The Saturday Evening Post il 2 giugno 1906.

## Produzione
Il film fu prodotto dalla Thomas H. Ince Corporation.

## Distribuzione
Il copyright del film, richiesto dalla Thomas H. Ince Corp., fu registrato il 12 dicembre 1917 con il numero LP11825. Distribuito dalla Famous Players-Lasky Corporation e Paramount Pictures, il film uscì nelle sale cinematografiche degli Stati Uniti il 24 dicembre 1917. In Francia, il film che prese il titolo Quand l'agneau se fâche fu distribuito il 25 ottobre 1918.